# 图尔芒特河
图尔芒特河（法語：Tourmente，法語發音：[tuʁmɑ̃t] ⓘ）是法国科雷兹省与洛特省的河流，是多爾多涅河的右支流，长25.8千米，发源自蒂雷讷，于马尔泰勒和弗卢瓦拉克之间流入多尔多涅河。